# Кадынханы
Кадынханы (тур. Kadınhanı) — город в провинции Конья Турции. Его население составляет 13,838 человек (2009). Высота над уровнем моря — 1127 м.